# Лайма (тауншип, Миннесота)
Лайма (англ. Lima) — тауншип в округе Касс, Миннесота, США. На 2000 год его население составило 111 человек.

## География
По данным Бюро переписи населения США площадь тауншипа составляет 93,2 км², из которых 91,7 км² занимает суша, а 1,5 км² — вода (1,58 %).

## Демография
По данным переписи населения 2000 года здесь находились 111 человек, 40 домохозяйств и 37 семей. Плотность населения —  1,2 чел./км². На территории тауншипа расположено 58 построек со средней плотностью 0,6 построек на один квадратный километр. Расовый состав населения: 93,69 % белых, 4,50 % азиатов и 1,80 % приходится на две или более других рас. Испанцы или латиноамериканцы любой расы составляли 7,21 % от популяции тауншипа.
Из 40 домохозяйств в 40,0 % воспитывались дети до 18 лет, в 82,5 % проживали супружеские пары, в 2,5 % проживали незамужние женщины и в 7,5 % домохозяйств проживали несемейные люди. 7,5 % домохозяйств состояли из одного человека, при том ни в одном из них не проживали одинокие пожилые люди старше 65 лет. Средний размер домохозяйства — 2,78, а семьи — 2,92 человека.
30,6 % населения — младше 18 лет, 4,5 % — в возрасте от 18 до 24 лет, 26,1 % — от 25 до 44, 23,4 % — от 45 до 64, и 15,3 % — старше 65 лет. Средний возраст — 38 лет. На каждые 100 женщин приходилось 94,7 мужчин. На каждые 100 женщин старше 18 приходилось 102,6 мужчин.
Средний годовой доход домохозяйства составлял 26 250 долларов, а средний годовой доход семьи —  26 750 долларов. Средний доход мужчин —  29 167  долларов, в то время как у женщин — 20 139. Доход на душу населения составил 11 462 доллара. За чертой бедности находились 4,7 % семей и 8,0 % всего населения тауншипа, из которых 19,1 % младше 18 лет.